# Hungerplan
Het Hungerplan (Hongerplan) (Duits: der Hungerplan; der Backe-Plan) was tijdens de Tweede Wereldoorlog een door nazi-bureaucraten ontwikkelde strategie om in de Sovjet-Unie voedsel in beslag te nemen en het te geven aan de Duitse soldaten en burgers. Het plan beoogde de genocide door verhongering van miljoenen Sovjetburgers na Operatie Barbarossa, de invasie van de Sovjet-Unie in 1941 (zie Generalplan Ost). Het uitgangspunt achter het Hungerplan was dat Duitsland niet zelfvoorzienend was. Om de oorlog en het binnenlandse moreel op peil te houden, had het koste wat kost voedsel uit veroverde landen nodig.
Het Hungerplan werd ontwikkeld in voorbereiding op de Duitse Wehrmacht-invasie van de Sovjet-Unie, en uiteindelijk gedeeltelijk uitgevoerd. Het plan leidde tot een hongersnood, waarbij miljoenen mensen omkwamen.  De Oekraïense voedselvoorraad werd met de uitvoering van het plan weggehaald uit Midden- en Noord-Rusland en kwam in handen van het binnenvallende leger en de bevolking van Duitsland. De middelen van de massamoord werden uiteengezet in verschillende documenten, waaronder een die bekend kwam te staan als Hermann Görings Groene map (Codenaam: Plan "Oldenburg"), met "20 tot 30 miljoen verwachte sterfgevallen" als gevolg van "militaire acties en crises in de voedselvoorziening".

## Plan

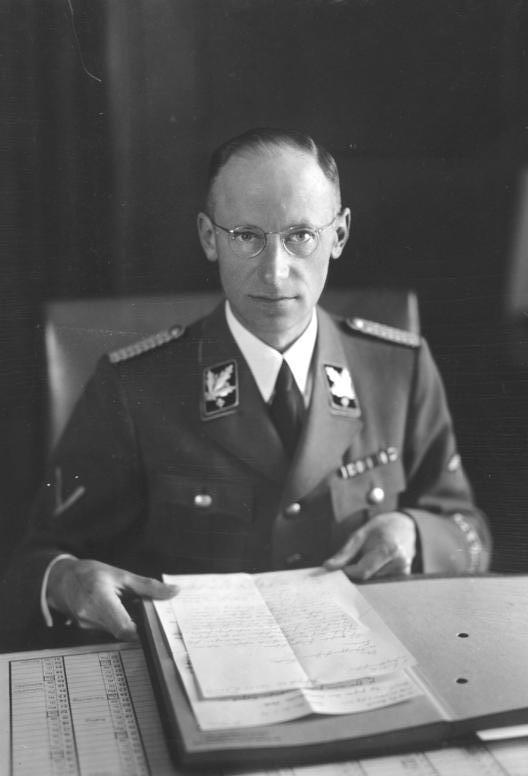
Herbert Backe, architect van het Hungerplan (der Backe-Plan).

De architect van het Hungerplan was Herbert Backe. Samen met anderen, waaronder Heinrich Himmler, leidde Backe een coalitie van nazi-politici die zich inzetten voor het veiligstellen van de voedselvoorziening van Duitsland. Het besluit over het Hungerplan viel snel nadat Hitler zijn voornemen aankondigde om de Sovjet-Unie binnen te vallen in december 1940. Zeker is dat het plan zich op 2 mei 1941 in een vergevorderd stadium bevond en besproken werd met alle grote ministeries van de nazi's en het kantoor voor Militaire Economie en Bewapening van het  Oberkommando der Wehrmacht (OKW), onder leiding van generaal Georg Thomas. De beperkte capaciteit van de Russische spoorwegen, de ontoereikendheid van het wegvervoer en de tekorten aan brandstof, betekenden dat het Duitse leger zichzelf zou moeten voeden door van het land te leven in de gebieden die ze veroverden in de westelijke regio's van de Sovjet-Unie. In de notulen van een vergadering van functionarissen die verantwoordelijk waren voor de logistieke planning van de invasie van de Sovjet-Unie en andere hooggeplaatste nazi-partijfunctionarissen, staatsfunctionarissen en militaire officieren op 2 mei 1941 stond beschreven:

1. "De oorlog kan alleen worden voortgezet als de hele Wehrmacht in het derde oorlogsjaar vanuit Rusland wordt gevoed."
2. "Er zullen ongetwijfeld tientallen miljoenen mensen verhongeren als we uit het land halen wat we nodig hebben."

 Deze notulen illustreren dat het ging om een weloverwogen beslissing over het leven en de dood van grote delen van de lokale bevolking van de Sovjet-Unie, als een logische, onvermijdelijke ontwikkeling. Drie weken later, op 23 mei 1941, werden de economische beleidsrichtlijnen voor de komende invasie opgesteld door Hans-Joachim Riecke's landbouwafdeling van de Economische Staf Oost, die rechtstreeks verantwoordelijk was voor de economische en agrarische exploitatie van de binnenkort bezette Sovjetgebieden:
"Vele tientallen miljoenen mensen in dit land zullen overbodig worden en zullen sterven of moeten emigreren naar Siberië. Pogingen om de bevolking daar te redden van de dood door hongersnood door overschotten te verkrijgen uit de zwarte aarde, voorkomen dat Duitsland tot het einde van de oorlog stand zou kunnen houden."

Vooral de graanoverschotten van Oekraïne speelden een prominente rol in de visie van een "zelfvoorzienend" Duitsland. Hitler zelf had in augustus 1939 verklaard dat Duitsland "Oekraïne nodig had, opdat niemand ons opnieuw kan uithongeren zoals in de laatste oorlog". Oekraïne produceerde echter niet genoeg graan voor de export om de problemen van Duitsland op te lossen. Om het landbouwoverschot in Oekraïne te vergroten en zo het Reich te voeden, was het nodig om de consumptie door de Oekraïense bevolking drastisch te beperken. De Duitsers kwamen daartoe met de volgende plannen:

1. vernietiging van wat het Duitse regime als een overbodige bevolking beschouwde (Joden, en de bevolking van Oekraïense grote steden zoals Kiev, die helemaal geen voorraden ontvingen);
2. extreme verlaging van de rantsoenen voor Oekraïners in de overige steden; en
3. vermindering van voedselconsumptie door de boerenbevolking.

 Bij het bespreken van het plan merkte Backe op dat de Sovjet-Unie een "overbevolking" had van 20 tot 30 miljoen inwoners. Als deze populatie van voedsel zou worden afgesneden, zou dat kunnen worden gebruikt voor het binnenvallende Duitse leger en de Duitse bevolking. De industrialisatie in de Sovjet-Unie had een stedelijke bevolking van vele miljoenen gecreëerd. Er werd voorzien dat de autochtone Sovjetbevolking hieronder zwaar zou lijden en dat er tientallen miljoenen doden zouden vallen in het eerste jaar van de Duitse bezetting. Deze zorgvuldig geplande verhongering zou een integraal onderdeel worden van de Duitse aanval en de Duitse planners geloofden dat deze aanval op de Sovjet-Unie niet zou kunnen slagen zonder dit verhongeringsplan. Het Hungerplan kan dus worden gezien als een nazi-methode om de Europese (Duitse) voedselcrisis te bezweren en tegelijkertijd de "ongewenste" Sovjetbevolking uit te roeien.

## Effecten van het plan
Het Hungerplan veroorzaakte de dood van miljoenen burgers in de door Duitsland bezette gebieden van de Sovjet-Unie. De historicus Timothy Snyder schat dat "4,2 miljoen Sovjetburgers (voornamelijk Russen, Wit-Russen, en Oekraïners) werden uitgehongerd door de Duitse bezetters in 1941-1944". Onder de slachtoffers waren veel Joden, die van de nazi's in getto's moesten leven, en Sovjet krijgsgevangenen. Joden mochten geen eieren, boter, melk, vlees of fruit kopen. De zogenaamde "rantsoenen" voor Joden in Minsk en andere steden onder controle van Heeresgruppe Mitte waren niet meer dan 420 calorieën per dag. Tienduizenden Joden stierven aan honger en aan honger gerelateerde kwalen in de winter van 1941-1942.

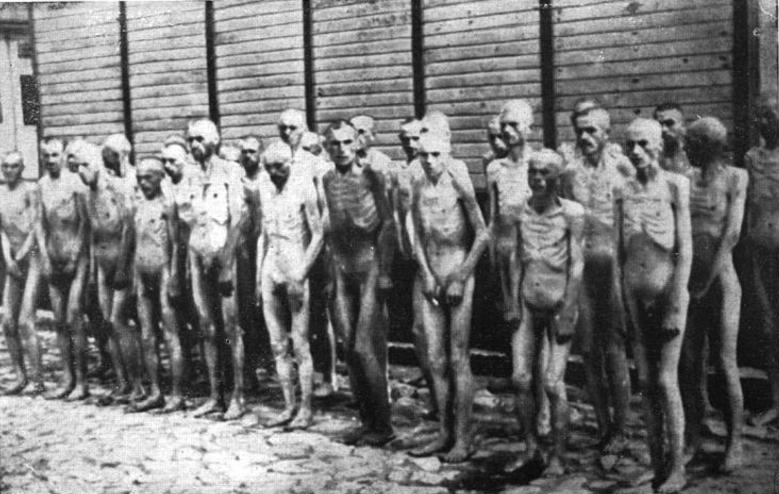
Naakte Sovjet krijgsgevangenen in concentratiekamp Mauthausen. (Datum onbekend)

Volgens de meest betrouwbare cijfers over het sterftecijfer onder Sovjet-krijgsgevangenen in Duitse gevangenschap zijn van de in totaal 5,7 miljoen gevangen genomen Sovjet-krijgsgevangenen, er 3,3 miljoen omgekomen tussen juni 1941 en februari 1945, de meesten van hen direct of indirect door de hongerdood. Van deze 3,3 miljoen waren er begin februari 1942 al 2 miljoen overleden. Het aantal Franse, Belgische en Nederlandse krijgsgevangenen dat stierf in Duits gevangenschap was extreem laag in vergelijking met het aantal doden onder Sovjet-krijgsgevangenen.
De Duitse massamoord op Sovjet-krijgsgevangenen is volgens Timothy Snyder overschaduwd door de Holocaust; toch zijn de twee onlosmakelijk met elkaar verbonden. De eerstgenoemde misdaad is in de vergetelheid geraakt, deels omdat Stalin de gevangenen als deserteurs te boek zette, en deels omdat de slachtoffers geen coherente groep vormden. Sovjet-gevangenen in Duitse concentratiekampen zoals Dachau, Buchenwald, Sachsenhausen, Mauthausen en Auschwitz, werden experimenteel vergast, waarbij zowel koolmonoxide (in Sachsenhausen) als waterstofcyanide (in Auschwitz) werd gebruikt. De kennis die hiermee werd opgedaan, werd later gebruikt om miljoenen Joden te verstikken. De overlevende ex-Sovjet-krijgsgevangenen kregen de taak om de nieuwe Duitse concentratiekampen in Bełżec, Sobibór en Treblinka te bewaken, waar de Poolse Joden in 1942 werden vergast.
Ondanks het exorbitant hoge sterftecijfer onder Sovjet-krijgsgevangenen, die de belangrijkste groep slachtoffers van het Hungerplan vormden, werd het plan nooit volledig uitgevoerd omdat de Duitse militaire campagne mislukte. De historicus Alex J. Kay schreef: "waar het hier om gaat is de blauwdruk voor een programma van massamoord ongekend in de moderne geschiedenis". Behalve in geïsoleerde gevallen ontbrak het de Duitsers aan mankracht om een 'voedselblokkade' van de Sovjetsteden af te dwingen; evenmin konden ze het voedsel in beslag nemen. De Duitsers waren wel in staat om hun graanvoorraad aanzienlijk aan te vullen, vooral van de graanschuren in het vruchtbare Oekraïne. Ook werden de bezette Sovjet-gebieden afgesneden wat leidde tot aanzienlijke hongersnood (het meest drastisch in het Beleg van Leningrad, waar ongeveer een miljoen mensen stierven). Duitsers probeerden ook Kiev en Charkov uit te hongeren in het door Duitsland bezette Oekraïne. Tijdens de Duitse bezetting stierven ongeveer 80.000 inwoners van Charkov van de honger. Het gebrek aan voedsel droeg ook bij aan de hongersnood van dwangarbeiders en concentratiekamp-gevangenen in Duitsland.

## Hongersnood in andere door Duitsland bezette gebieden

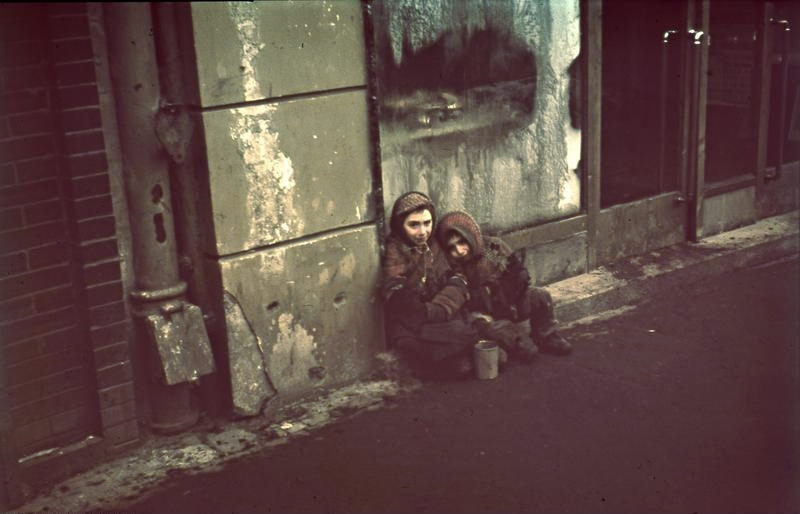
Bedelende getto kinderen

Het Hungerplan, dat was gericht tegen de bevolking van Sovjetsteden en gebieden met een tekort aan graan, was uniek; de nazi's formuleerden geen ander plan tegen de inwoners van andere door Duitsland bezette gebieden. De honger trof echter andere delen van het door Duitsland bezette Europa, waaronder Griekenland (meer dan 300.000 Grieken stierven van de honger tijdens de Grote Hongersnood) en het Generaal-gouvernement van Polen. Anders dan in de Sovjet-Unie, leed de Joodse bevolking in Poolse getto's (vooral in het Getto van Warschau) het meest, hoewel etnische Polen ook steeds meer honger leden. Raul Hilberg schatte dat "in het hele bezette Polen" 500,000 tot 600,000 Joden stierven in getto's en werkkampen", mede door honger. Begin 1943 schatte Hans Frank, de Duitse gouverneur van Polen, dat als gevolg van het Plan drie miljoen Polen zouden verhongeren. In augustus werd de Poolse hoofdstad Warschau afgesneden van graanleveringen. Alleen de recordoogst van 1943 en het instortende oostfront van 1944 hebben de Polen van de hongerdood gered. West-Europa stond derde op de Duitse lijst voor de herverdeling van voedsel, dat ook vanuit Frankrijk en andere bezette gebieden in het Westen naar Duitsland werd verscheept, maar deze werden nooit onderworpen aan de genocidale hongersnood die in het Oosten werd ervaren. Maar liefst 22.000 mensen stierven tijdens de Nederlandse hongerwinter van 1944-1945 als gevolg van een embargo van de Duitsers op het transport van voedsel naar het land.
Medio 1941 kreeg de Duitse minderheid in Polen 2613 calorieën per dag, terwijl de Polen 699 calorieën en de Joden in het getto 184 calorieën ontvingen. Het Joodse rantsoen voorzag in slechts 7,5 procent van de dagelijkse behoefte van de mens; het Poolse in slechts 26 procent. Alleen de aan Duitsers toegewezen rantsoenen voldeden aan de benodigde dagelijkse calorie-inname.